# Fernando de la Mora
Fernando de la Mora é uma cidade paraguaia localizada no Departamento Central a 9 km de Assunção e faz parte da Grande Assunção. Possui 162652 habitantes e uma economia voltada para o comércio. A cidade já teve o nome de Zavala Cue, mas atualmente seu nome é uma homenagem a Fernando de la Mora, um dos líderes da independência paraguaia da Espanha.
A cidade já foi parte do distrito de San Lorenzo e era voltada ao abastecimento de Assunção com gêneros rurais, mas o desenvolvimento levou a formação de um município próprio em 1939 e um distrito autônomo em 1950. A população atual do distrito é totalmente urbana.
É a casa do clube de futebol Club Fernando de la Mora, da primeira divisão paraguaia, com base no Estádio Emiliano Ghezzi. Outros times que são filiados a Associação Paraguaia de Futebol são o Club Sport Colombia e o Club 1º de Marzo. 

## Transporte
O município de Fernando de la Mora é servido pelas seguintes rodovias:
- Ruta 01, que liga a cidade de Assunção ao município de Encarnación (Departamento de Itapúa).
- Ruta 02, que liga o município de Coronel Oviedo (Departamento de Caaguazú) a Assunção[1][2][3]